# Glottaltheorie
Laut der Glottaltheorie hatte die Indogermanische Ursprache anstelle der stimmhaften Plosive b d g der klassischen Rekonstruktion die Ejektive p’ t’ k’.
Ein Vorgänger dieser Theorie wurde vom dänischen Linguisten Holger Pedersen vorgeschlagen, enthielt jedoch keine glottalisierten Laute. Auch wenn Linguisten wie André Martinet und Morris Swadesh früh das Potential erkannten, das mit der Ersetzung der unaspirierten stimmhaften Verschlusslaute durch glottalisierte Laute verbunden war, blieb dieser Vorschlag rein spekulativ, bis 1973 stichhaltige Beweise gleichzeitig und unabhängig voneinander von Paul Hopper (USA) in der Zeitschrift „Glossa“ und von Tamaz Gamkrelidze und Wjatscheslaw Iwanow (UdSSR) in der Zeitschrift „Phonetica“ veröffentlicht wurden.

## Traditionelle Rekonstruktion
Die traditionelle Rekonstruktion des Indogermanischen beinhaltet die folgenden Plosive:
| Konsonanten                  | labial | dental | palatalisierte Velare | velar | labialisierte Velare |
| ---------------------------- | ------ | ------ | --------------------- | ----- | -------------------- |
| stimmlose Plosive            | p      | t      | kʲ                    | k     | kʷ                   |
| stimmhafte Plosive           | (b)    | d      | gʲ                    | g     | gʷ                   |
| stimmhaft-aspirierte Plosive | bʱ     | dʱ     | gʲʱ                   | gʱ    | gʷʱ                  |

/⁠b⁠/ steht in Klammern, da es allenfalls äußerst selten war, wenn nicht gar inexistent.

## Ursprünglicher Vorschlag
Die Glottaltheorie schlägt andere Laute für die Plosive des Indogermanischen vor:
| Konsonanten                          | labial | dental | velar  | labialisierte Velare |
| ------------------------------------ | ------ | ------ | ------ | -------------------- |
| stimmlose Plosive                    | p ~ pʰ | t ~ tʰ | k ~ kʰ | kʷ ~ kʷʰ             |
| ejektive oder glottalisierte Plosive | (p’)   | t’     | k’     | kʷ’                  |
| stimmhafte Plosive                   | b ~ bʱ | d ~ dʱ | ɡ ~ ɡʱ | ɡʷ ~ ɡʷʱ             |

## Einwände

### Überarbeiteter Vorschlag
Einer der gegen die Glottaltheorie erhobenen Einwände lautet, dass die stimmhaften Plosive in manchen Tochtersprachen stimmlos sind: stimmlos im Tocharischen und Anatolischen, Aspirata, später Frikative im Griechischen und Italischen. Während Aspirata recht häufig zu Tenuis und dann stimmhaft werden, wie pʰ → p → b, ist das Gegenteil selten (siehe Lenition). Daher haben jüngere Versionen der Glottaltheorie überhaupt keine stimmhaften Konsonanten mehr, oder sehen Stimmhaftigkeit als Allophone an, also als nicht bedeutungsunterscheidend. Ein derartiges Lautinventar ist:
| Konsonanten                          | labial | dental | velar | uvular | labialisierte Velare |
| ------------------------------------ | ------ | ------ | ----- | ------ | -------------------- |
| stimmlose Plosive                    | p      | t      | k     | q      | kʷ                   |
| ejektive oder glottalisierte Plosive | (p’)   | t’     | k’    | q’     | kʷ’                  |
| aspirierte Plosive                   | pʰ     | tʰ     | kʰ    | qʰ     | kʷʰ                  |

(Hier wird das Verhältnis des traditionellen palatalisierten zum normalen Velar als Velar-Uvular-Kontrast dargestellt, wie von Hopper 1981 vorgeschlagen. Dies ist kein notwendiger Aspekt der Glottaltheorie und könnte in einem früheren Stadium der Ursprache allophonisch gewesen sein.)

### Momentaner Status
Der erhebliche Anklang, welchen die Glottaltheorie in den 1980ern fand, scheint derzeit wieder rückläufig. Sie wird heute neben Gamkrelidze selbst z. B. noch von Bomhard (zuletzt 2007) vertreten. Dagegen wandten sich andere ehemalige Vertreter, wie bspw. Theo Vennemann, in letzter Zeit von ihr ab.
In deutschen Standardwerken, wie z. B. Mayrhofer (2004) wurde sie neutral mit beschrieben, erhielt jedoch in Meier-Brügger (2010) nur noch einen kurzen Absatz.